# Родословно дърво на езиците

## Индоевропейски езици
- Индоарийски езици
  - Източна подгрупа
    - Асамски език
    - Бенгалски език
    - Одия или Ория
    - Бихари

  - Западна подгрупа
    - Маратхийски
    - Бхили
    - Гуджарати
    - Раджастански
    - Синдхи
    - Лахнда (западен пенджаби)

  - Санскрит
  - Северозападна (Дардска) подгрупа
    - Кашмирски
    - Език кхо
    - Език шина
    - Език кохистани

  - Синхалска подгрупа
    - Синхалски език
    - Дивехи (малдивски)

  - Централна подгрупа
    - Източен хинди
    - Западен хинди
    - Непалски език
    - Централна група
    - Пахари
    - Език гуджури
    - Панджабски

  - Цигански език
- Ирански езици
  - Източно-ирански езици
    - Осетински език
    - Пущунски език
    - Памирски езици
    - Ягнобски език
    - Кафирски език

  - Западно-ирански
    - Талишки език
    - Таджикски език
    - Белуджки език
    - Хазарейски език
    - Персийски език (Фарси)
    - Лурски език
    - Бахтиярски език
    - Кюрдски език
- Арменски език
- Гръцки език
- Албански език
- Славянски езици
  - Южнославянски
    - Български език – 9 млн.
    - Македонски език (македонска езикова норма) – 2 млн.
    - Наречия:
      - Източно наречие
      - Западно наречие

    - Словенски език – 2 млн.
      - Корошко наречие
      - Източно наречие
      - Североизточно наречие
      - Западно наречие
      - Централно наречие
      - Горенско наречие
      - Белокраинско наречие
      - Долинско наречие
      - Приморско наречие

    - Сърбо-хърватски език – 17 млн.
      - Кайкавски диалект
      - Чакавски диалект – 20 хил.
      - Щокавски диалект
        - Екавски изговор
        - Йекавски изговор
        - Икавски изговор

      - Босненски език
      - Сръбски език
      - Хърватски език
      - Черногорски език

    - Молишко-славянски език- 4 хил.
    - Градищанско-хърватски – 35 хил.

  - Западно-славянски
    - Полски език – 43 млн.
    - Кашубски език – 0,15 млн.
    - Чешки език – 11 млн.
    - Словашки език – 5 млн.
    - Лужишки език – 0,1 млн.
    - Полабски език

  - Източно-славянски
    - Руски език – 180 млн.
      - Северновеликоруско наречие
      - Средноруски говори
      - Южновеликоруско наречие

    - Украински език – 37 млн.
    - Беларуски език – 5 млн.
    - Русински език- 35 хил.
- Балтийски
  - Литовски език
  - Латвийски език
- Германски
  - Северногерманска (скандинавска) група
    - Исландски език
    - Фарьорски език
    - Датски език
    - Норвежки език
    - Шведски език

  - Западногерманска група
    - Английски език
    - Фризийски език
    - Нидерландски език
    - Немски език
    - Идиш (еврейски език)
    - Бурски език (африканс)
- Романски езици
  - Италийски езици*
    - Оскийски език*
    - Умбрийски език*
    - Латински език*
    - Фалиски език*
    - Френски език
    - Франко-провансалски език
    - Окситански език
    - Испански език
    - Португалски език
    - Галисийски език
    - Каталански език
    - Италиански език
      - Венециански диалект
      - Лигурски диалект
      - Ломбардски диалект
      - Пиемонтски диалект
      - Емилийски диалект
      - Корсикански диалект
      - Римски диалект
      - Тоскански диалект
      - Умбрийски диалект
      - Абруцки диалект
      - Апулийски диалект
      - Калабрийски диалект
      - Неаполитански диалект
      - Сицилиански диалект

    - Сардински език
    - Реторомански език
    - Източно-романски
      - Румънски език
      - Молдавски език
- Келтски езици
  - Галска подгрупа
    - Ирландски език
    - Гаелски език (Шотландски)

  - Бретонска подгрупа
    - Уелски език
    - Бретонски език
- Анатолийски езици
- Тракийски език*
- Дакийски език*
- Илирийски език*
- Хетски език*

## Семито-хамитски езици(Афро-азиатски езици)
- - Семитски
    -       - Арабски език
      - Акадски език
        -           - Староакадски език
          - Старовавилонски език
            -               - Средноефратски говор
              - Северовавилонски говор
              - Южновавилонски говор

          - Староасирийски език
          - Средновилонски език
          - Средноасирийски език
          - Нововавилонски език
          - Новоасирийски език *
          - Послевавилонски език *

      - Южноаравийски диалекти
      - Арамейски
        -           - Арамейски език

      - Ханаански
      - Иврит
      - Южносемитски клон
        -           - Ефиосемитска подгрупа
            -               - Северни ефиосемитски езици
                -                   - Геез (Етиопски) *
                  - Тигре
                  - Тигриния

              - Южни етиосемитски езици
                -                   - Амхарски език (Аргоба)
                    - Годжамски диалект
                    - Гондарски диалект
                    - Шоански диалект

                  - Харари (Адериння)

  - Берберски
    -       - Берберски езици

  - Кушитски
    -       - Език сомали
      - Език галла

  - Чадски
    -       - Езици хауса-котоко

  - Древноегипетски език*
  - Коптски език

## Уралски езици
- Угро-фински
  - Балто-фински езици
    - Фински език
    - Южна група
      - Водски език
      - Ливонски език
      - Естонски език
        - Северно наречие
        - Североизточно наречие
        - Южно наречие

  - Саамски езици
  - Волго-фински езици
    - Марийски език
    - Мордовски езици
      - Мокшански език
      - Ерзянски език

  - Пермски
    - Коми (език)
    - Удмуртски език

  - Угърски
    - Унгарски език
    - Об-угърски
      - Хантийски език
      - Мансийски език
- Самоедски езици
  - Ненецки език
  - Енецки език
  - Нганасански език
  - Селкупски език
  - Камасински
- Юкагирски езици

## Алтайски езици
- Тюркски
  - Огурски езици
    - Чувашки език
    - Прабългарски език

  - Огузки езици
    - Туркменски език
    - Азербайджански език
      - Кубински диалект
      - Бакински диалект
      - Шемахински диалект
      - Салянски диалект
      - Ленкорански диалект
      - Газахски диалект
      - Борчалински диалект
      - Айрумски диалект
      - Нухински диалект
      - Закаталски диалект
      - Куткашенски диалект
      - Нахичевански диалект
      - Ордубадски диалект
      - Еревански диалект
      - Кировабадски диалект
      - Карабахски диалект

    - Турски език
    - Гагаузки език

  - Кипчакски езици
    - Татарски език
    - Башкирски език
    - Кумикски език
    - Ногайски език
    - Казахски език
    - Каракалпакски език
    - Киргизки език
    - Алтайски език
    - Карачаево-балкарски език
    - Кримско-татарски език

  - Карлукски езици
    - Узбекски език
    - Уйгурски език

  - Североизточна подгрупа
    - Якутски език
    - Долгански език
    - Хакаски език
    - Шорски език
    - Тувински език
- Монголски езици
  - Калмикски език
  - Монголски език
  - Бурятски език
  - Ойратски език
  - Дахурски език
- Тунгусо-манджурски езици
  - Евенкски език
  - Евенски език
  - Манджурски език
- Корейски
  - Корейски език
- Японски език
  - Японски език
  - Рюкски език

## Палеоазиатски езици
- Чукотско-камчатски
  - Чукотски език
  - Корякски език
  - Камчадалски език
  - Аински език
  - Гиляцки език
- Юкагирски езици
- Енисейски езици
  - Кетски език
  - Котски език
  - Асански език

## Тибето-китайски езици
- Таи-китайска група
  - Китайски език
  - Тайски език (сиамски)
  - Лаоски език
  - Шански език
  - Език джуан
- Тибето-бирманска група
  - Тибетски език
  - Хималайски
  - И
  - Бирмански език
  - Език куки-чин
  - Език качин
  - Език нага
  - Каренски език
- Група Мяо-яо
  - Мяо
  - Яо
- Виетнамска група
  - Виетнамски език

## Мон-кхмерски езици
- Кхмерски език
- Монски език
- Ва-палаунски език
- Език Кхаси

## Езици мунда
- Език сантали
- Език мундали
- Език курку

## Дравидски езици
- Тамилски език
- Малаялам
- Каннада (канарски)
- Телугу
- Тулу
- Гонди
- Ораон
- Куи (кандхи)
- Малто
- Брахуи

## Малайско-полинезийски езици
- Индонезийска група
  - Малайски език
  - Явански език
  - Тагалог (тагалски)
  - Висайски език
  - Малгашки език
- Полинезийски

## Папуаски езици
- - Северохалмахерски

## Меланезийски езици
- Меланезийски езици
- Австромеланезийски

## Картвелски езици(южнокавказки)
- Грузински език
- Мегрелски език
- Чански език (лазки)
- Свански език

## Абхазо-адигейски езици(северозападнокавказки)
- Абхазки език
- Абазински език
  - Тапантски диалект
  - Ашхарски диалект
- Кабардински език
- Адигейски език

## Нахско-дагестански езици(североизточнокавказки)
- Нахски (вейнахски)
  - Чеченски език
    - Акински диалект
    - Галанчожки диалект
    - Итумкалински диалект
    - Кистински диалект
    - Мелхински диалект
    - Плоскостен диалект
    - Чеберлоевски диалект

  - Ингушки език
- Дагестански езици
  - Аварски език
    - Североаварски говори
    - Южноаварски говори

  - Чохски
  - Гидатлински
  - Анцухски
  - Закаталски
  - Агулски
  - Андийски език
  - Арчински
  - Ахвахски
  - Багвалински
  - Бежтински
  - Ботлихски език
  - Гинухски
  - Годоберински
  - Гунзибски език
  - Даргински език
  - Каратински език
  - Лакски език
  - Лезгински език
  - Рутулски език
  - Табасарански език
  - Тиндински език
  - Хваршински език
  - Цахурски език
  - Цезки език
  - Чамалински език

## Средиземноморска група
- Баски език
- Етруски език (изчезнал)

## Банту езици
- Суахили
- Език руанда
- Език рунди
- Език конго
- Език луба
- Ганда
- Нгала
- Суто
- Зулу

## Бантоидни езици
- - Източнобантоидни езици
    -       - Централнобантоидни езици
        -           - Език моси

      - Западнобантоидни (атлантически) езици
        -           - Език фулбе

## Езици манде
- - Език мандинго

## Гвинейски езици
- - Език ибо
  - Език йоруба

## Ескимоско-Алеутски езици
- Инуктитут
  - чаплински диалект
  - наукански диалект
  - сирениковски диалект
  - имакликски диалект
- Алеутски език

## Езици на индианците от Северна Америка
- - Група на-дене
    -       - Еяк-атапаскски езици
      - Атапакски
      - Северни
        - Чипевян
        - Коюкон
        - Хупа

      - Южни
        - Навахо
        - Киова-апаче
        - Еяк
        - Тлингит
        - Хайда

  - Група Хока-сиу
    -       - Хокалтекски
      - Субтиабатлапанекски
      - Хока
      - Коавилтекски
      - Ирокуа-каддо
        - Ирокезки
        - Каддо

      - Сиу-мускоги
      - Сиу Лакота
      - Мускоги (Крик)

  - Алгонкино-ритвански
    - Алгонкински езици
      - Арапахо
      - Блекфут
      - Чейенн
      - Кри
      - Източно алгонкински
      - Оджибва
      - Шауни
      - Ритвански езици
      - Вийот
      - Юрок

  - Пенутиански
    -       - Калифорнийски
      - Майду
      - Мивок
      - Орегонски
      - Чинчукски
      - Сахаптински
      - Кламат-модок
      - Сахаптин
      - Цимшиански
      - Мексикански
      - Микше-соке
      - Уаве

  - Тано-ацтекски
    - Юто-ацтекски
    - Северни
      - Хопи
      - Нумически (платошошонски)
      - Такически (такийски)

    - Южни
      - Ацтекски
      - Пимически
      - Езици кайова-тано
      - Кайова
      - Тива

## Езикови семейства от Южна Америка
- - Араукански
  - Чичба
  - Макро-же
  - Паески
  - Кечуа
  - Тукано
  - Карибски
  - Витото
  - Аравакски
  - Хиваро
  - Намбиквара
  - Пано
  - Яномански
  - Такански
  - Гуарани
  - Сапаро

## Езици на коренното население на Австралия
- Тасманийски език

## Изкуствени езици
- Есперанто
- Интерлингва
- Волапюк
- Идо
- Оксидентал
- Словио